# Gregorio Adam Dalmau
Monseñor Gregorio Adam Dalmau Fue un obispo venezolano, nacido en Valencia (Venezuela). fue el III Obispo de su ciudad natal.

## Biografía

### Nacimiento
Monseñor Gregorio Adam. Este ilustre prelado fue el tercer Obispo de Valencia. Nació en la Parroquia de San José de Valencia el 27 de noviembre de 1893, fecha en que la expresada parroquia apenas tenía trece meses de elevada a esta categoría. Los padres de Adam fueron Don Luis Adam y Doña Carmen Dalmau que tuvieron, además del Obispo a Francisco, Carmen Victoria y Encarnación Adam Dalmau. 

### Estudios
Fue discípulo del Obispo Granadillo y completó sus estudios en el Seminario de Caracas.

## Sacerdocio
Fue ordenado Sacerdote por Mons. Rincón González el 21 de diciembre de 1916. 

### Cargos Pastorales
Sirviendo como párroco en La Vitoria, Montalbán y sucesivamente en Ocumare del Tuy, se graduó en derecho canónico en 1921. Nombrado vicario de Valencia en 1922, mientras que la ciudad esperaba convertirse en una diócesis, fue nombrado párroco de San Juan en Caracas en 1937.

## Episcopado

### Obispo de Valencia en Venezuela
El  Papa Pío XI lo nombró III Obispo de la Diócesis de Valencia en Venezuela en 1937.
Recibió su Consagración Episcopal el 31 de octubre de 1937, de manos del Excmo. Mons. Luigi Centoz, Arzobispo Titular de Edessa di Osroene y Nuncio Apostólico en Bolivia.
Conocido por su celo pastoral, Adam apoya diversos movimientos laicales incluyendo la Acción Católica, la Legión de María, las cofradías del Santísimo y Ntra. SRA. de Coromoto y la Virgen Milagrosa y el Apostolado de la Oración. Dedicado en especial al seminario de su diócesis, fue fundamental en la reapertura de la Universidad de Carabobo y, al ser un escritor elocuente y el altavoz, inició la revisión de "El Carabobeño", de autoría de columnas bajo el nombre de A. Dalmau. Sosteniendo el primer Congreso Eucarístico en Valencia en 1954, ese mismo año se organizó el Segundo Congreso Mariano en el centenario del dogma de la Inmaculada Concepción de María. La supervisión de las actividades para el año Cuatricentenario de Valencia, él llevó a cabo visitas constantes a lo largo de su diócesis, la creación de varias parroquias y defender matrimonio y la familia prerrogativas.

Durante su mandato también supervisó las obras en la catedral de Nuestra Señora del Socorro de Valencia, llevando a cabo una serie de cambios en la fachada y el interior del templo, lo que le da la calidad decorativa que caracteriza hoy en día. La reorganización de la sección de Valencia de la Sociedad Bolivariana, fue condecorado con la Orden del Libertador. Primer director del Instituto Científico de Carabobo creado el 19 de abril de 1943, fue elegido miembro correspondiente de la Academia Nacional de Historia y Lenguaje venezolanos. La fundación de la Sociedad Bolivariana de Valencia en 1960, siendo su primer presidente.

## Fallecimiento
Murió cuando aún estaba en la oficina como Ordinario de la Diócesis, de un edema pulmonar y un infarto de miocardio. Sus restos actualmente se encuentran enterrados bajo el presbiterio de la Catedral de Valencia. Bajo su largo Pontificado la Diócesis creció al mismo ritmo de la ciudad. Una calle de la Urbanización El Viñedo lleva su nombre y un retrato suyo fue develado en los Salones de la Casa Páez. Es acreedor a la gloria de la estatua.

## Sucesión Apostólica
Como obispo transmite como sucesor de los apóstoles la misión de gobernar y santificar la Iglesia con la imposición de manos . Por tanto Mons. Gregorio Adam Dalmau ha impuesto las manos como coconsagrante ha impuesto las manos a los siguientes obispos:
1. Excmo. Mons. Rafael Ignacio Arias Blanco (1937)
2. Excmo. Mons. Constantino Gómez Villa (1938)
3. Excmo. Mons. Pedro Pablo Tenreiro Francia  (1939)
4. Excmo. Mons. Antonio Ignacio Camargo  (1948)
5. Excmo. Mons. José Alí Lebrún Moratinos (1956) (Después Cardenal)